# PPP1R11
La subunidad 11 reguladora de la proteína fosfatasa 1 es una enzima que en humanos está codificada por el gen PPP1R11.
Este gen codifica un inhibidor específico de la proteína fosfatasa-1 (PP1) con una sensibilidad diferencial hacia las formas de PP1 independientes y dependientes de metales.
El gen se encuentra dentro de la región de clase I del complejo principal de histocompatibilidad en el cromosoma 6.